# هيمبسال الثاني
كان هِيَمْبْسال أو يَمْسال الثاني ملكا نوميدياً (حكم 88–60 ق.م.) خَلَفَ أباه الملك غَوْدا وخَلَفَه ابنه الملك يوبا الأول.

## تاريخ
في 88 قبل الميلاد بعد انتصار سولا فر ماريوس وابنه من روما إلى إفريقيا استقبلهم هيمبسال باهتمام واضح بينما كان ينوي إبقائهم سجناء بعد أن اكتشف ماريوس مشروعه هرب في الوقت المناسب بمساعدة أخت الملك.
تم طرد هيمبسال من العرش من قِبل شعبه أو من قِبل هيارباس زعيم جزء من مملكة نوميديا بدعم من «نايوس دوميتيوس أهينوباروس» زعيم أنصار ماريوس في إفريقيا لكن في 81 قبل الميلاد أرسل سولا وبومبيوس الكبير لمحاربة حزب ماريوس واستعاد هيمبسال الحكم و الذي تم بعد ذالك زيادة أراضيه بموجب معاهدة مبرمة مع لوسيوس أوريليوس كوتا.
وفقا لسالوست (كتاب حروب يوغرطة) كان هيمسال مؤلف لكتاب عن تاريخ إفريقيا في اللغة البونية واللاتينية.

### استشهادات
1. ↑  قطعة نقدية ليمسال الثاني في حوزة مكتبة فرنسا الوطنية نسخة محفوظة 7 مارس 2020 على موقع واي باك مشين.

### ببليوغرافيا
- اتْشِزُم؛ اهْيُو (1911). «هيمبسال». الموسوعة البريطانية. الطبعة الـ11. منشورات جامعة كمبرج.